# Landgericht Gunzenhausen

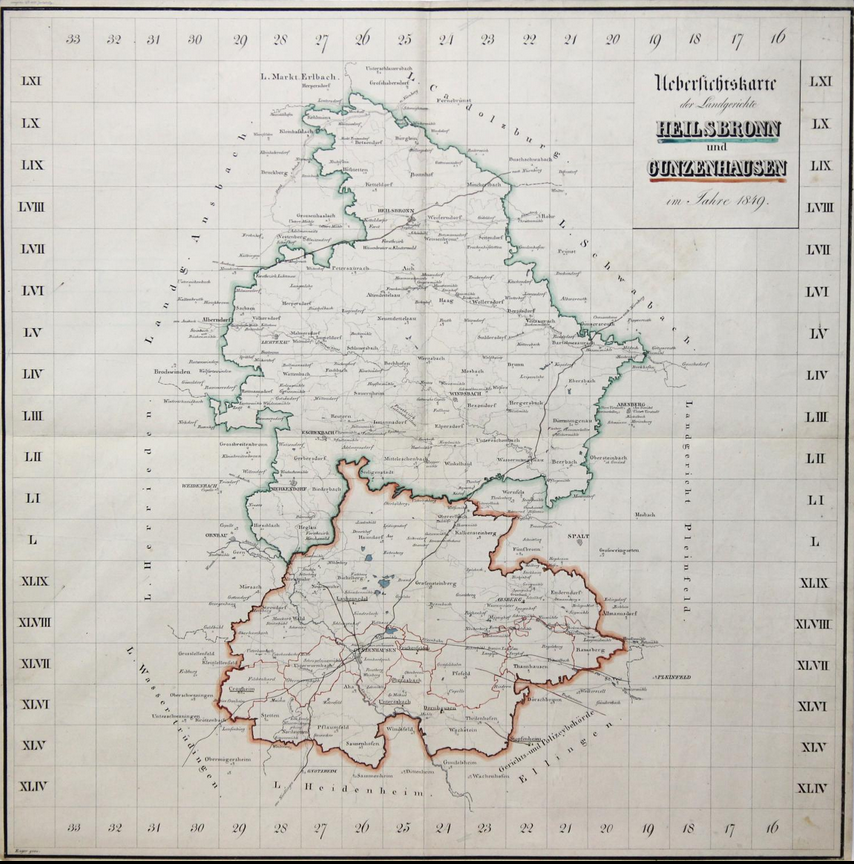
Übersichtskarte der Landgerichte Heilsbronn und Gunzenhausen im Jahre 1849

Das Landgericht Gunzenhausen war ein von 1808 bis 1879 bestehendes bayerisches Landgericht älterer Ordnung mit Sitz in Gunzenhausen im heutigen Landkreis Weißenburg-Gunzenhausen.

## Lage
Das Landgericht Gunzenhausen grenzte im Norden an das Landgericht Heilsbronn, im Westen an das Landgericht Herrieden, im Osten an das Landgericht Pleinfeld im Süden an das Landgericht Heidenheim und im Südosten an das Herrschaftsgericht Ellingen (später Landgericht Weißenburg).

## Geschichte
1808 wurde im Verlauf der Verwaltungsneugliederung Bayerns das Landgericht Gunzenhausen errichtet. Dieses kam zunächst zum Altmühlkreis, ab 1810 zum Oberdonaukreis und ab 1817 zum Rezatkreis, der 1838 in Mittelfranken umbenannt wurde.
1818 gab es im Landgericht Gunzenhausen 12287 Einwohner, die sich auf 3172 Familien verteilten und in 2425 Anwesen wohnten.
1840 hatte das Landgericht Gunzenhausen eine Fläche von 4 Quadratmeilen (≈224 km²) und 13368 Einwohner. Es gab 107 Ortschaften (1 Stadt, 1 Markt, 19 Pfarrdörfer, 2 Kirchdörfer, 17 Dörfer, 22 Weiler und 45 Einöden) und 30 Gemeinden (1 Magistrat 3. Klasse, 1 Marktsgemeinde und 28 Landgemeinden).

## Struktur

### Steuerdistrikte
Das Landgericht wurde in 14 Steuerdistrikte aufgeteilt, die vom Rentamt Gunzenhausen verwaltet wurden:
- Absberg mit Beutelmühle, Birkenhof, Birkenmühle, Enderndorf, Furthmühle, Grafenmühle, Griesbuck, Griesmühle, Heiligenblut, Hühnermühle, Keilberg, Müssighof, Neuherberg, Neumühle, Öfeleinsmühle, Ottmannsberg, Sägmühle, Schellhof, Scheermühle, Spagenhof und Stockheim;
- Aha mit Edersfeld, Pflaumfeld, Sausenhofen und Steinacker;
- Altenmuhr mit Kellerhaus, Nesselmühle, Neuenmuhr, Stadeln und Wehlenberg;
- Cronheim mit Filchenhard, Maicha, Oberwurmbach, Scheupeleinsmühle, Stetten, Unterhambach, Unterhambacher Mühle und Unterwurmbach;
- Gräfensteinberg mit Brand, Brombach, Geiselsberg, Geislohe und Röthenhof;
- Gunzenhausen mit Berthelmühle, Fallhaus, Leonhardsruh, Reutberg, Walkmühle und Weinberg;
- Haundorf mit Aue, Dematshof, Eichenberg, Höhberg, Leidingendorf, Lindenbühl, Seitersdorf, Stixenhof und Thierhof;
- Kalbensteinberg mit Gutzenmühle, Hessenmühle, Hinterthierhof, Igelsbach, Obererlbach, Schwabenmühle und Straßenwirthshaus;
- Laubenzedel mit Büchelberg, Schlungenhof, Schnackenmühle und Sinderlach;
- Pfofeld mit Gundelshalm, Langlau und Rehenbühl;
- Thannhausen mit Langweidmühle, Ramsberg, Regelsberg, Sorghof und Veitserlbach;
- Theilenhofen mit Dornhausen, Rittern und Wachstein;
- Unterasbach mit Frickenfelden, Obenbrunn und Oberasbach;
- Wald mit Höhberg, Mooskorb, Oberhambach, Schweina, Steinabühl und Streudorf.

### Ruralgemeinden
1820 gab es 2 Munizipal- und 25 Ruralgemeinden:
- Absberg mit Griesbuck, Schellhof und Spagenhof;
- Aha mit Edersfeld;
- Altenmuhr mit Kellerhaus, Nesselmühle, Stadeln und Wehlenberg;
- Cronheim mit Filchenhard;
- Dornhausen;
- Enderndorf mit Birkenhof, Griesmühle, Heiligenblut, Keilberg, Müssighof, Ottmannsberg, Sägmühle und Stockheim;
- Frickenfelden;
- Gräfensteinberg mit Brand, Brombach, Geiselsberg, Geislohe und Röthenhof;
- Gunzenhausen mit Berthelmühle, Fallhaus, Leonhardsruh, Reutberg, Walkmühle und Weinberg;
- Haundorf mit Aue, Dematshof, Eichenberg, Gutzenmühle, Höhberg, Leidingendorf, Lindenbühl, Seitersdorf, Stixenhof und Straßenwirthshaus;
- Kalbensteinberg mit Igelsbach;
- Laubenzedel mit Büchelberg, Schlungenhof, Schnackenmühle und Sinderlach;
- Neuenmuhr;
- Oberasbach mit Obenbrunn;
- Obererlbach mit Hessenmühle, Hinterthierhof, Schwabenmühle  und Thierhof;
- Pflaumfeld mit Steinacker;
- Pfofeld mit Gundelshalm, Langlau und Rehenbühl;
- Ramsberg mit Birkenmühle, Langweidmühle und Öfeleinsmühle;
- Sausenhofen;
- Stetten mit Maicha;
- Streudorf mit Höhberg und Oberhambach;
- Thannhausen mit Beutelmühle, Furthmühle, Grafenmühle, Hühnermühle, Neuherberg, Neumühle, Regelsberg, Scheermühle, Sorghof und Veitserlbach;
- Theilenhofen mit Rittern;
- Unterasbach;
- Unterwurmbach mit Oberwurmbach und Scheupeleinsmühle;
- Wachstein;
- Wald mit Mooskorb, Schweina, Steinabühl, Unterhambach und Unterhambacher Mühle.

1824 wurden die Ruralgemeinden Büchelberg und Schlungenhof gebildet, die zuvor zur Ruralgemeinde Laubenzedel gehörten. 1837 wurde die Ruralgemeinde Eichenberg gebildet, die zuvor zur Ruralgemeinde Haundorf gehörte.
Ramsberg wurde nach 1856 an das Landgericht Ellingen abgegeben.